# Zazpiak Bat
Zazpiak Bat (wym. [s̻as̻piak bat]) – baskijski herb przedstawiający siedem prowincji Baskonii i reprezentujący ich jedność. Został zaprojektowany przez Jeana de Jaugaina w 1897 roku z okazji Congrès et Fêtes de la Tradition basque (dosł. zjazd i święta tradycji baskijskiej), który odbywał się w Saint-Jean-de-Luz.

## Nazwa
Zazpiak Bat to hasło przypisywane Antoine’owi Thomsonowi d’Abbadie, odkrywcy pochodzenia baskijskiego, żyjącemu w XIX wieku. Wywodzi się ono od baskijskich słów zazpi (siedem) i bat (jeden), przez co można je tłumaczyć jako „siedem w jednym”, „siedem [stanowi] jedno”. Odnosi się ono do siedmiu tradycyjnych baskijskich prowincji.
Nazwa nawiązuje do oświeceniowego (1765) motta ukutego przez Królewskie Baskijskie Towarzystwo Przyjaciół Kraju (Real Sociedad Bascongada de Amigos del País) – Irurac bat, czyli „trzy [stanowią] jedno”. Dotyczyło ono trzech prowincji składających się na Kraj Basków. W XIX wieku powstała również wersja Laurak bat, „cztery [stanowią] jedno”, od czterech baskijskich prowincji w Hiszpanii.

## Historia
Pierwotny Zazpiak Bat przedstawia tradycyjne herby sześciu baskisjkich terytoriów, kolejno: Nawarry, Gipuzkoi, Vizcai, Araby, Lapurdi i Zuberoi. Dwa ostatnie, to części składowe tzw. Północnego Kraju Basków, którego trzecią prowincją jest Dolna Nawarra. Jako że jej herb jest identyczny z herbem Nawarry właściwej, został on w Zazpiak Bat pominięty.
Współczesna wersja herbu zawiera stosowane obecnie, uproszczone herby sześciu prowincji.
Uproszczone herby baskijskich prowincji, bez koron heraldycznych.

Herb Nawarry (Nafarroa)
Herb Guipúzcoi (Gipuzkoa)
Herb Vizcai (Bizkaia)
Herb Álavy (Araba)
Herb Labourd (Lapurdi)
herb Soule (Zuberoa)

### Laurak Bat
Odmiana z czterema polami, tzw. Laurak Bat stanowi obecnie herb wspólnoty autonomicznej Kraj Basków. Pierwotnie oprócz herbów Álavy, Guipúzcoi i Vizcai w polu czwartym znajdował się herb Nawarry, która stanowi odrębną wspólnotę autonomiczną. Jednak po protestach rządu Nawarry oraz późniejszej decyzji sądu, został on zastąpiony czerwonym polem.